# Pehr Hörberg
Pehr Hörberg (* 31. Januarjul. / 11. Februar 1746greg. in Virestad, Småland; † 24. Januar 1816 in Risinge, Östergötland) war ein schwedischer Bauer, Maler, Kupferstecher und Komponist.

## Familiärer Hintergrund
Hörberg wurde auf dem Hof (Soldaten-Kathen) Öfra Oehn geboren. Sein Vater, Åke Hörberg, war Soldat im Cronobergischen Infanterieregiment und nahm unter anderem am Pommerschen Krieg teil, seine Mutter hieß Benedigte-Gisedattr (Bengta da; * Juli 1700 – nach 1746). Er einen älteren Bruder, der als Säugling starb und zwei jüngere Schwestern Johanna und Ingier, sowie einen Bruder Bengt (* 7. Februar 1756), der Organist wurde und später Halbgeschwister aus einer zweiten Ehe seines Vaters. Seine Großeltern väterlicherseits kamen aus Schonen und lebten in der Nähe von Kristianstad. Seine Großeltern mütterlicherseits waren der Salpetersieder Gise Börjesson Oehman und dessen Frau Johanna.

## Leben
Hörbergs Familie war sehr arm und so musste er im Alter von neun Jahren bereits zum Lebensunterhalt der Familie beitragen. Er erlernte nebenher autodidaktisch die Malerei, ging mit seinen Zeichnungen und dem Violinspiel um Almosen betteln, beaufsichtigte 1755 die Kinder einer Nachbarsfamilie, war 1756, 1757 und 1759 als Viehhirte auf unterschiedlichen Höfen. Seine Eltern hatten ihn 1758 gegen Bezahlung als Reserve für einen Dienst beim Militär eingeschrieben, doch wollte er kein Soldat werden. Hörberg begab sich im März 1760 in die nächstgrößere Stadt, um sich bei dem Maler Johan Christian Zschotzscher (1711–1766) als Lehrling zu bewerben. Doch dieser wollte ihn erst dann annehmen, wenn er seinen Militärdienst absolviert hätte oder von diesem befreit würde. Hörberg verbrachte ein weiteres Jahr mit dem Hüten einer Schafherde, wobei er jedoch unachtsam war und ein Teil der Herde einem Wolfsangriff zum Opfer viel. Er versteckte sich daraufhin im Wald, um einer Strafe zu entgehen und floh schließlich, um im Sommer bei einem Bauern zu dienen. Anschließend kehrte er zu seinen Eltern zurück. Anfang Februar 1752 konnte er endlich von der Reserve freigekauft werden.

### Erste Lehrjahre als Maler
Zu Ostern 1752 begab er sich mit seinem Vater in die Stadt Växjö und sie schlossen mit dem Maler Zschotzscher einen Lehrvertrag über fünf Jahre ab. Doch diese Ausbildung bestand überwiegend darin Farben herzustellen und als Anstreicher zu arbeiten. Erst gegen Ende des Jahres durfte er kleinere Dekorationen auf Schlitten, Wagen oder Tapeten malen. Zu Weihnachten kehrte er zu seinen Eltern zurück und erhielt den Auftrag ein Bonad (eine Art abnehmbare Tapete für die Weihnachtsfeierlichkeiten) anzufertigen. Dies bezeichnete er in seiner Biografie als sein erstes künstlerisches Werk. Von 1763 bis 1766 arbeitete er ohne freie Tage wieder bei seinem Lehrmeister, der in diesem Oktober 1766 starb und ihn in seinem Testament bedachte. Er erbte einige Kleidungsstücke und Utensilien des Meisters und stellte bis zum Jahresende noch die letzten offenen Aufträge fertig. Er verdiente sich nun Geld mit weiteren Bonaden und Verzierungen von Möbelstücken. Ausgestattet mit rund 32 Talern in Silbermünzen begab er sich nach Göteborg, um sich dort vom Amt als Geselle bestätigen zu lassen. Dies kostete ihn fast sein gesamtes Geld, so dass ihm nur 6 Öre Bargeld und noch eine Schuld für den Gesellenbrief verblieben. Als Nächstes begab er sich nach einem Aufenthalt bei den Eltern nach Karlshamn und arbeitete kurzfristig für den Maler Johann Lundberg, bis er die schriftliche Bestätigung als Geselle erhalten hatte. Von dort aus bewarb er sich bei dem Maler Luthmann, einem Bekannten seines ehemaligen Meisters. Für diesen arbeitete er von Juli 1767 bis April 1768. Er begleitete Luthmann nach Prinsnäs, Jönköpings län, wo sie gemeinsam mehrere Zimmer ausmalten. Der Besitzer, ein Herr C. B. von Scheele, überredete ihn nun vor Ort selbst als „häradsmålare“ tätig zu werden.

### Eigenständige Tätigkeit
Hörberg begab sich mit all seinem Hab und Gut nach Allmisåckra auf einen Hof nahe der Kirche, der dem Pfarrer Johann Matthäus Collin gehörte. Hier lebte er ab Anfang Mai 1768. Am 29. Dezember 1769 heiratete er das Dienstmädchen Maria Erickdotter (* 22. November 1745 – 29. März 1828). Sie war die älteste Tochter des Bauern Erik Danielsson, der in Diensten des Herrn C. B. von Scheele stand und mit seiner Frau Catarina acht Kinder zu versorgen hatte. Am 22. September 1770 wurde dort sein Sohn Peter Marian Hörberg geboren. Bald schon konnten sie sich eine eigene Kuh leisten. Um den Lebensunterhalt zu verdienen, fertigte er nun neben Bildern auch kleinere Schnitzwerke, wie Schatullen und dekorierte Teetischchen oder hölzerne Hausgerätschaften oder Schlitten an, die er verkaufte. Er stellte sogar alle hölzernen Bestandteile eines Einspänners nebst Zubehör her und zahlreiche Holzschuhe für seine Nachbarn. Im Frühjahr 1772 nahm Hörberg eine Kossatenstelle beim Pfarrer Collin an, auf der er nun drei Kühe halten konnte und jährlich 20 Taler Pacht zu zahlen hatte. Dort wurden drei weitere Kinder geboren, Anna Catrina (* Mai 1772, † 1773 an der Ruhr), Helena Juliana (* Juni 1774, † 18 Wochen alt) und ein Sohn Friedrich (* 13. Januar 1776). Noch in diesem Jahr mussten sie eine Neue Bleibe finden, da der Pfarrerssohn die Hofstelle selbst bewirtschaften wollte. Er nahm eine andere Stelle als Kossat an, baute sich in der Hütte eine Stube mit Kammer und Bodenraum aus und befestigte am Giebel ein Schild, auf dem ein junger Mann mit Malutensilien wie Reibstein, Palette und Pinsel nebst seinem Namen und der Inschrift Pictoris habitacum zu sehen war. In diesem Haus wurde 1779 sein dritter Sohn Johann Gustav geboren. Daher pachtete er im Frühjahr 1783 eine größere Hofstelle und wurde Bauer. Dafür hatte er sich verschulden müssen, um Saatgut zu erwerben und einen Knecht einzustellen. Um diese Schulden bezahlen zu können, nahm er den Auftrag eines Propstes Nyre’n oder Nyrén aus Kuddby an, die Gemälde der königlichen Familie von Gustav Wasa zu kopieren, die der Propst auf einer Versteigerung erstanden und dem Konsortium in Linköping geschenkt hatte. Doch als er nach anfänglichem Zögern, die Reise anzutreten endlich bei dem Propst angekommen war, hatte dieser seine Pläne geändert.

### Akademische Ausbildung und Wirken
Unverrichteter Dinge setzte er seine Reise dort und kam nach Stockholm. Im Alter von 37 Jahren gelang es ihm 1783 zunächst für zwei Monate die Kunstakademie zu besuchen. Unterstützt durch Privatpersonen konnte er seine Ausbildung dort 1784 fortsetzen und errang in den Jahren 1785 und 1787 Preismedaillen der Akademie. 1787 begegnete er Baron J. J. De Geer, der ihn nach Finspång einlud, wo er eine Reihe von Gemälden anfertigte. Der Baron bot ihm an, in einem kleinen Haus auf seinem Anwesen in Olstorp in Östergötland zu wohnen. 1790 zog er dort ein. Hier entstanden zahlreiche Altargemälde. 1796 wurde er zum Mitglied der Akademie der schönen Künste gewählt. Später war er Hofmaler des damaligen Kronprinzen Karl Johann von Schweden.
Er malte 87 Altartafeln, die er überwiegend im Auftrag von verschiedenen Kirchspielen, vor allem in Småland und Östergötland, schuf. Die Zahl seiner übrigen, heilige und profane Gegenstände darstellenden Gemälde beträgt über 600. Auch eine Menge Kupferstiche nach Handzeichnungen etc. hat er hinterlassen, darunter Zeichnungen nach Antiken.
Zu seinen gelungensten Freskomalereien gehören die Titanenkämpfe im Schloss Finspång. Hörberg war von großer Erfindungskraft; das Erhabene und Heilige gelang ihm besser als das Liebliche und Schöne.
Er hatte zugleich große Anlage zur Mechanik, man hat von ihm eine neue Art von Violinen mit Positiven. Seine musikalischen Kompositionen sind originell und atmen tiefes Gefühl.

## Werke (Auswahl)
Kupferstiche
- Die Geburt Jesu Christi 1786

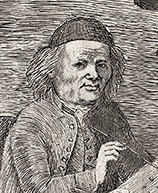
Per Hörberg, Selbstporträt

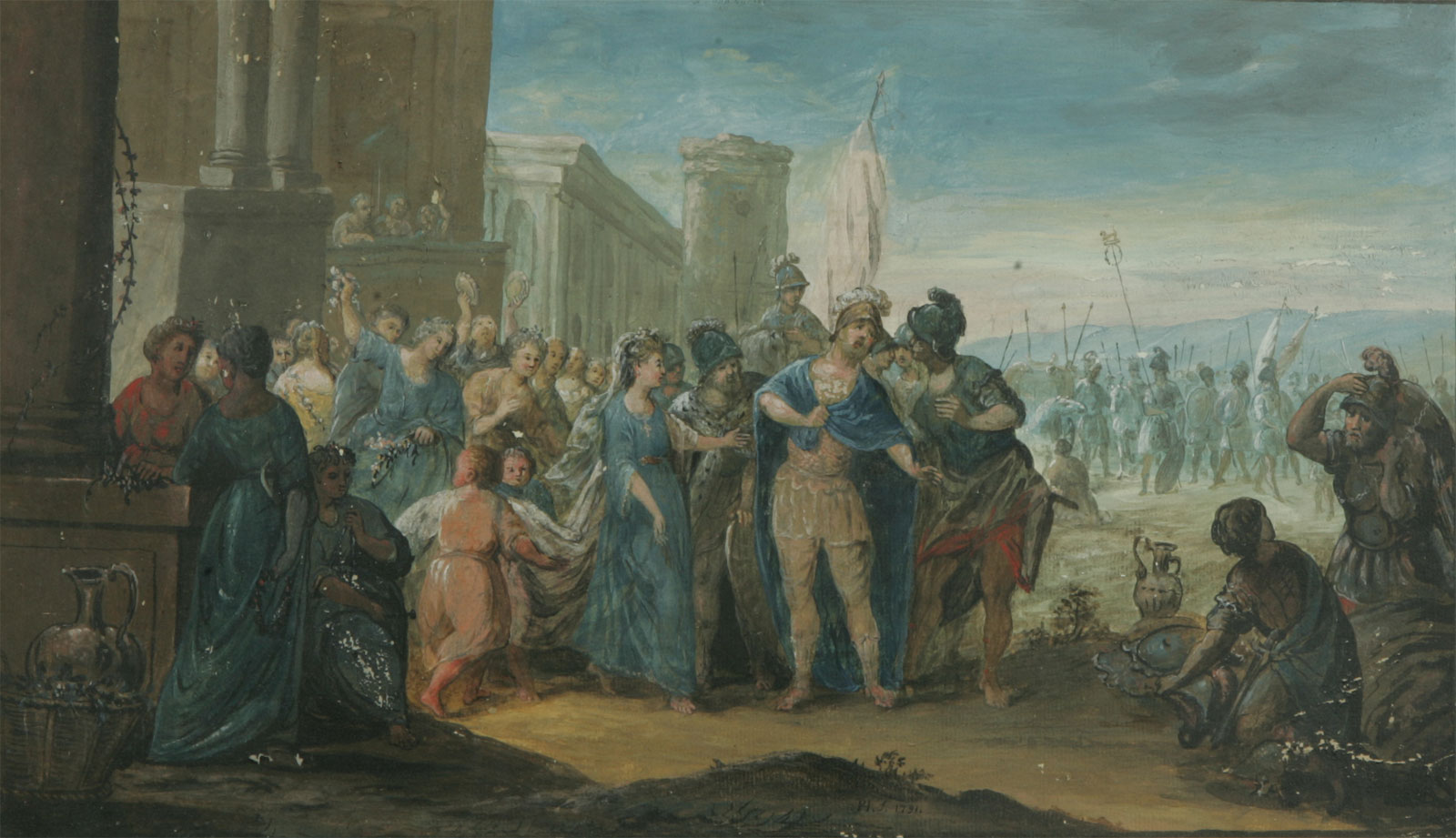
Römische Soldaten mit Kriegsbeute, 1791

- Das jüngste Gericht 1786, nach D. Ehrenstrahl (1674 St. Nicolaikirche, Stockholm)
- Idyllische Landschaft mit Figuren

Radierungen
- Die Herabnehinung Christi vom Kreuze

Gemälde
- Familie De Geer im großen Salon 1788

Schriften
- Målaren Pehr Hörbergs Lewernes-Beskrifning. 1817 (schwedisch, runeberg.org)
  - Des schwedischen Bauern u. Malers Pehr Hörberg Lebensbeschreibung. Übersetzt und mit Anmerkungen von Karl Schildener, F. W. Kunike, Greifswald 1819 (digitale-sammlungen.de).

## Ehrungen
- Südlich von Komstad wurde für Pehr Hörberg ein Gedenkstein errichtet.